# Walsinghamiella eques
Walsinghamiella illustris là một loài bướm đêm thuộc họ Pterophoridae. Nó được tìm thấy ở Kenya.